# Bentley Arnage

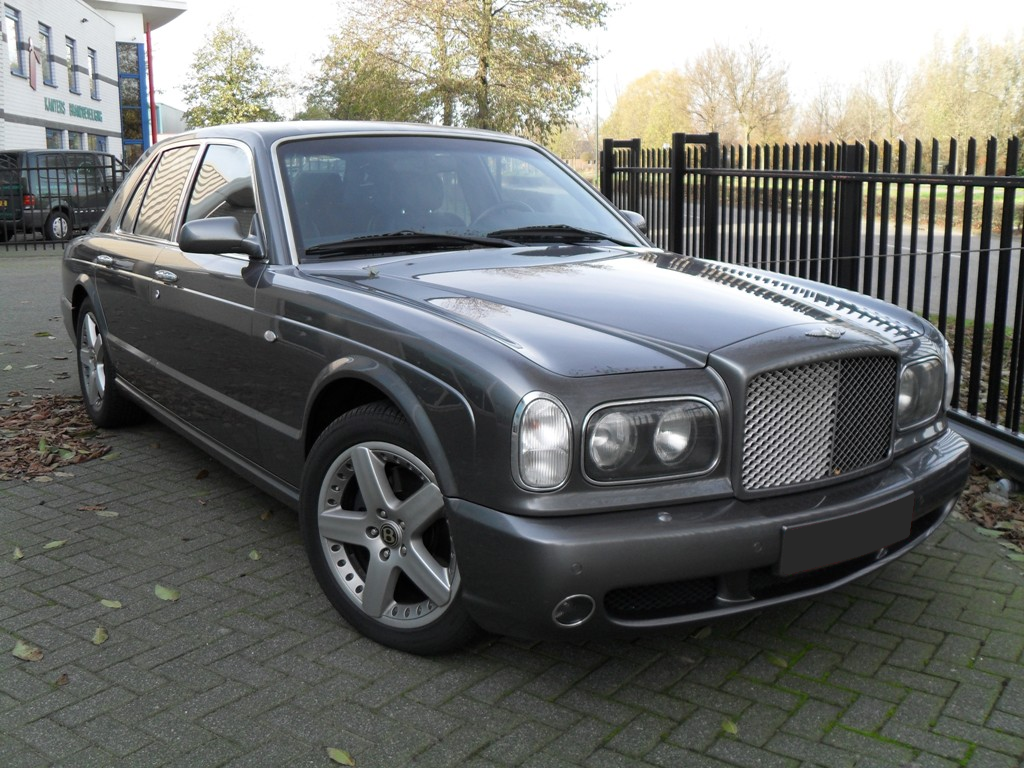
Bentley Arnage T

De Bentley Arnage is een op de Rolls-Royce Silver Seraph gebaseerde limousine uit de topklasse. De wagen werd genoemd naar een lastige bochtencombinatie op het circuit van Le Mans waar Bentley furore maakte.
De auto is in 1998 op de markt gekomen als vervanger van de Brooklands/Mulsanne-serie. Al lijkt de auto kleiner dan zijn voorganger, is hij toch stukken groter.
Eind 2004 onderging het model een facelift, de opvallendste verandering waren dat de beide lichten in elk van de twee koppels vooraan nu volledig gescheiden waren, om hem zo op de Continental GT te doen lijken. De motor die in de huidige generatie Arnage ligt, is een gemoderniseerde versie van de uit jaren 50 stammende Rolls-Royce 6,75-liter V8. De Arnage R en Arnage RL leveren hiermee 340 kW (457 pk), de sportievere Arnage T levert 378 kW (507 pk).